# Pleospora moricola
Pleospora moricola är en svampart som beskrevs av Pass. . Pleospora moricola ingår i släktet Pleospora och familjen Pleosporaceae.   Inga underarter finns listade i Catalogue of Life.